# Mazanówka
Mazanówka es un pueblo ubicado en la gmina Tuczna, distrito de Biała Podlaska, voivodato de Lublin, Polonia.

## Superficie
Cuenta con una superficie de 9,240 kilómetros cuadrados.

## Demografía
Hasta 2011 la población era de 192 habitantes, con una densidad de población de 20,78 habitantes por kilómetro cuadrado. Estaba conformada por 104 hombres (54,2%) y 88 mujeres (45,8%), según el censo de la Oficina Central de Estadística.